# توماس بلانكو (كاتب)
توماس بلانكو (بالإنجليزية: Tomás Blanco)‏ هو مؤرخ وكاتب أمريكي، ولد في 9 ديسمبر 1896 في سان خوان في بورتوريكو، وتوفي بنفس المكان في 12 أبريل 1975.

## وصلات خارجية
- توماس بلانكو على موقع ميوزك برينز (الإنجليزية)